# دوام عذرية مريم

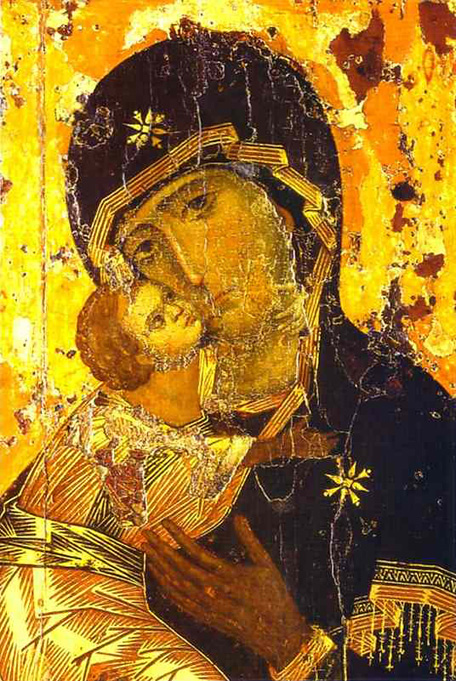

دوام عذرية مريم أو دوام بتولية العذراء (بالإنجليزية: Perpetual virginity of Mary)‏ هو المبدأ القائل أن مريم، أم يسوع المسيح، كانت عذراء قبل ولادة المسيح وأثنائها وبعدها (باللاتينية: ante partum, in partu, et post partum). هي إحدى العقائد المريمية الأربع للكنيسة الكاثوليكية، وتعتنقها أيضًا الكنائس الأرثوذكسية وبعض اللوثريين والإنجيليين.
يشهد العهد الجديد بعذرية مريم قبل ولادتها، لكن لا يوجد أساس مبني على الكتاب المقدس يُثبِت دوام عذريتها. ظهر هذا المبدأ في نهاية القرن الثاني في الأوساط النُسكية التي آمنت بأن الجنس والزواج هما من عواقب الخطيئة الأصلية، وأكدت الأرثوذكسية ذلك خلال جدالات القرن الرابع بين مؤيدي البتولية من ناحية ومؤيدي الزواج المسيحي من ناحية أخرى. تركزت خلافات القرن الرابع حول مسألة ما إذا كان الكتاب المقدس يشير إلى أن مريم كان لديها أولادًا آخرين أم لا، لأن رسائل بولس، والأناجيل الأربعة، وسفر أعمال الرسل، تذكر جميعها إخوة يسوع، لكن يظل الدليل الكتابي في الأسفار غير قاطعًا تمامًا. قال توما الأكويني إنه على الرغم من أن العقل لا يستطيع إثبات دوام عذرية مريم لكن ينبغي قبولها لأنها «ملائمة»، فإذا كان يسوع ابن الله الوحيد، ينبغي أن يكون هو أيضًا ابن مريم الوحيد. تخلّى معظم البروتستانت عن وجهة النظر هذه إلى حد كبير لافتقارها إلى التّدعيم الكتابي من الأسفار.

## العقيدة
دوام عذرية مريم إحدى العقائد المريمية الأربع للكنيسة الكاثوليكية، ويعني هذا أنها حقيقة جلية، وإنكارها بدعة. (العقائد الثلاث الأخرى هي: كونها الثيوتوكوس (كلمة يونانية تعني والدة الإله)، و أن حملها كان بلا دنس، و صعود جسدها إلى السماء). تعلن هذه العقيدة عذرية مريم قبل ولادة يسوع وأثناءها وبعدها، أو في التعريف الذي صاغه البابا مارتن الأول في مجمع لاتران في عام 649:
مريم العذراء المقدسة والمطهرة التي حملت، بغير زرع بشر، بالروح القدس، ودون فقدان القداسة، وبعد ولادته حافظت على عذريتها دون انتهاك.
تؤمن كل من المسيحية الكاثوليكية والأرثوذكسية بأن مريم »دائمة العذرية«. قال توما الأكويني إن العقل لا يمكن أن يُثبت هذا، لكنه يجب أن يكون مقبولًا لأنه »ملائم«، لأنه مثلما كان يسوع ابن الله الوحيد، ينبغي أن يكون ابن مريم أيضًا الوحيد، لأن مفهوم وجود بشري خالص لن يحترم الحالة المقدسة لرحمها القدوس. يحمل إنجيل يعقوب الذي يعود للقرن الثاني إعلانًا مماثلًا يصف كيف أن يد القابلة التي حاولت اختبار نزاهة الأم المقدسة بوضع إصبعها في مهبل مريم اشتعلت فيها النيران وذبلت.

تعلم الكنيسة بأن عذريتها قبل الولادة تتجلى في الكتاب المقدس ومؤكدة في قانون إيمان الرسل الذي ينص على أن يسوع »حُبل به من الروح القدس، مولود من مريم العذراء«، وتعريف البابا مارتن لعذريتها وقت ولادتها يعني أن ذلك لم يسبب أي إصابة جسدية لختمها العذري، الذي هو رمز وجزء من عذريتها الكاملة جسدًا وروحًا، في حين يؤكد الجانب الأخير أن مريم بقيت عذراء حتى نهاية حياتها الأرضية، دون أي علاقة جسدية مع زوجها أو حمل بأي أطفال آخرين. يشير دوام عذرية مريم رمزيًا إلى الخليقة الجديدة وبداية جديدة في تاريخ الخلاص. رددت الكنيسة مرارًا وتكرارًا، ومؤخرًا المجمع الفاتيكاني الثاني:
هذا الاتحاد بين الأم والابن في عمل الخلاص يظهر منذ الحبل العذري للمسيح… ثم أيضًا عند ميلاد إلهنا، الذي لم يمس سلامة عذرية أمه بل قدسها. (وثيقة نور الأمم، رقم57( 

## التاريخ

### عذرية مريم قبل الولادة: الولادة العذرية ليسوع
يشهد إنجيل متى وإنجيل لوقا على عذرية مريم قبل الولادة، ولكن أجمع العلماء المعاصرون أنها تستند إلى أسس تاريخية ركيكة للغاية. يستعمل الإنجيلان الولادة البتولية ليوضحا نقاط لاهوتية: ففي إنجيل متى، ولادة يسوع هي إتمام للنبوءة ولوعد الله لإسرائيل، الذي يرمز في اسمه عمانوئيل، »كلمة عبرية تعني الله معنا«، وفي لوقا، أن قصة الخليقة التي بدأت في سفر التكوين شارفت على الاكتمال، وفي كلا الإنجيلين، ينصب التأكيد على موافقة مريم على الولادة العجائبية وليس على عذريتها. ربما يعود تاريخ كليهما إلى الفترة منذ عام ثمانين إلى عام مئة بعد الميلاد، وهما مجهولان (أُضيف النعتان إلى متى ولوقا في القرن الثاني)، ومن شبه المؤكد أن كلاهما لم يستند إلى رواية شاهد عيان. (اقترح ريموند إي براون في عام 1973 أن يوسف كان مصدر رواية متى ومريم في لوقا، لكن استبعد العلماء المعاصرين ذلك للغاية). لا يُذكر خلاف ذلك في كتابات العهد الجديد، ويُستنتج من ذلك أن مؤلفي الأناجيل نسجا الروايات معتمدين على أفكار متداولة في بعض الأوساط المسيحية بحلول عام 65 بعد الميلاد تقريبًا.

### التبشير الأولي لعقيدة يعقوب
تظهر عذرية مريم الأبدية في أواخر القرن الثاني في آية تعرف باسم التبشير الأولي لعقيدة يعقوب، التي كانت هي المصدر الأساسي لكل العقائد المريمية التالية تقريبًا. من المحتمل أنه نابع من بدعة تدعى إنكراتيس، التي علّم مؤسسها تاتيان، والتي تقول إن الجنس والزواج هما من عواقب الخطيئة الأصلية، يخبرنا كيف يظهر يسوع المولود حديثًا في سحابة مظلمة ونور يعمي ويأخذ صدر أمه، وتبقى مريم عذراء مدى الحياة، ويتزوج منها يوسف وهو رجل مسن، دون رغبة جسدية، ويوضح أن إخوة يسوع هم أبناء يوسف من زواج سابق.
كان سياق التبشير الأولي هو نمو النُسك مع تشديده على بتولية وعفة أم المسيح، فيرى الرهبان أن النشاط الجنسي كله مشوب بالخطيئة. انتشرت تلك النظرة على نطاق واسع ويبدو أنها شكلت قصص مريم الموجودة في القرآن، ولكن في حين يتفق المسلمون مع المسيحيين على أن مريم كانت عذراء في لحظة الحمل بيسوع، فإن فكرة دوام عذريتها بعد ذلك تتناقض مع المثل الإسلامية العليا للنساء كزوجات وأمهات.

### تأسيس الأرثوذكسية في القرن الرابع
يبدو أن عذرية مريم لم تجذب الانتباه اللاهوتي قبل نهاية القرن الثاني، مثلما حدث مثلًا مع إغناطيوس الإنطاكي (عام 35 – 108) على سبيل المثال، تطرق إليها فقط لتأييد حقيقة ولادة يسوع البشرية ضد الهراطقة الذين قالوا إن يسوع ليس إنسانًا. بحلول أوائل القرن الرابع، أدى انتشار الرهبنة إلى تعزيز البتولية بوصفها حالة الكمال، وتأسس تسلسل هرمي أخلاقي جاء معه الزواج في المرتبة الثالثة بعد البتولية والترمل مدى الحياة. اعترض حوالي 380 من أنصار هيلفيديوس على الحط من قيمة الزواج المتأصل في هذا الرأي وجادلوا بحجة أن حالتي البتولية والزواج متساويتان، لكن دافع معاصرهم جيروم، بإدراكه أن هذا الرأي سيقود إلى اتخاذ أم الله مكانةً أدنى في السماء من العذارى والأرامل، عن دوام عذريتها مستخدمًا رسالته ضد هيلفيديوس التي كتبها عام  383.
تراجع هيلفيديوس من المشهد سريعًا، ولكن في أوائل عام 380 كتب الراهب يوفينيان أنه إذا لم يولد يسوع ولادة بشرية طبيعية، فهو نفسه ليس بشريًا، كانت هذه هي تعاليم الهرطقة المعروفة بالمانوية. كتب جيروم ضد يوفيان لكنه فشل في ذِكر هذا الجانب من تعاليمه، ويعتقد معظم الشارحين أنه لم يجده مُهينًا. المفكر المسيحي المهم الوحيد الذي دافع عن عذرية مريم في الولادة كان أمبروز، رئيس أساقفة ميلانو، الذي شكل الهدف الرئيسي لتهمة المانوية. بالنسبة لأمبروز، كان واجبًا على كل من الولادة الجسدية ليسوع من قبل مريم وولادة المعمودية للمسيحيين من قبل الكنيسة أن تكون عذروية تمامًا، حتى أثناء الولادة، من أجل إلغاء وصمة الخطيئة الأصلية، التي تكون آلام المخاض هي العلامة الجسدية لها. بفضل أمبروز، أصبحت العذرية في الولادة موجودة بشكل دائم في تفكير اللاهوتيين اللاحقين.